# Ljig

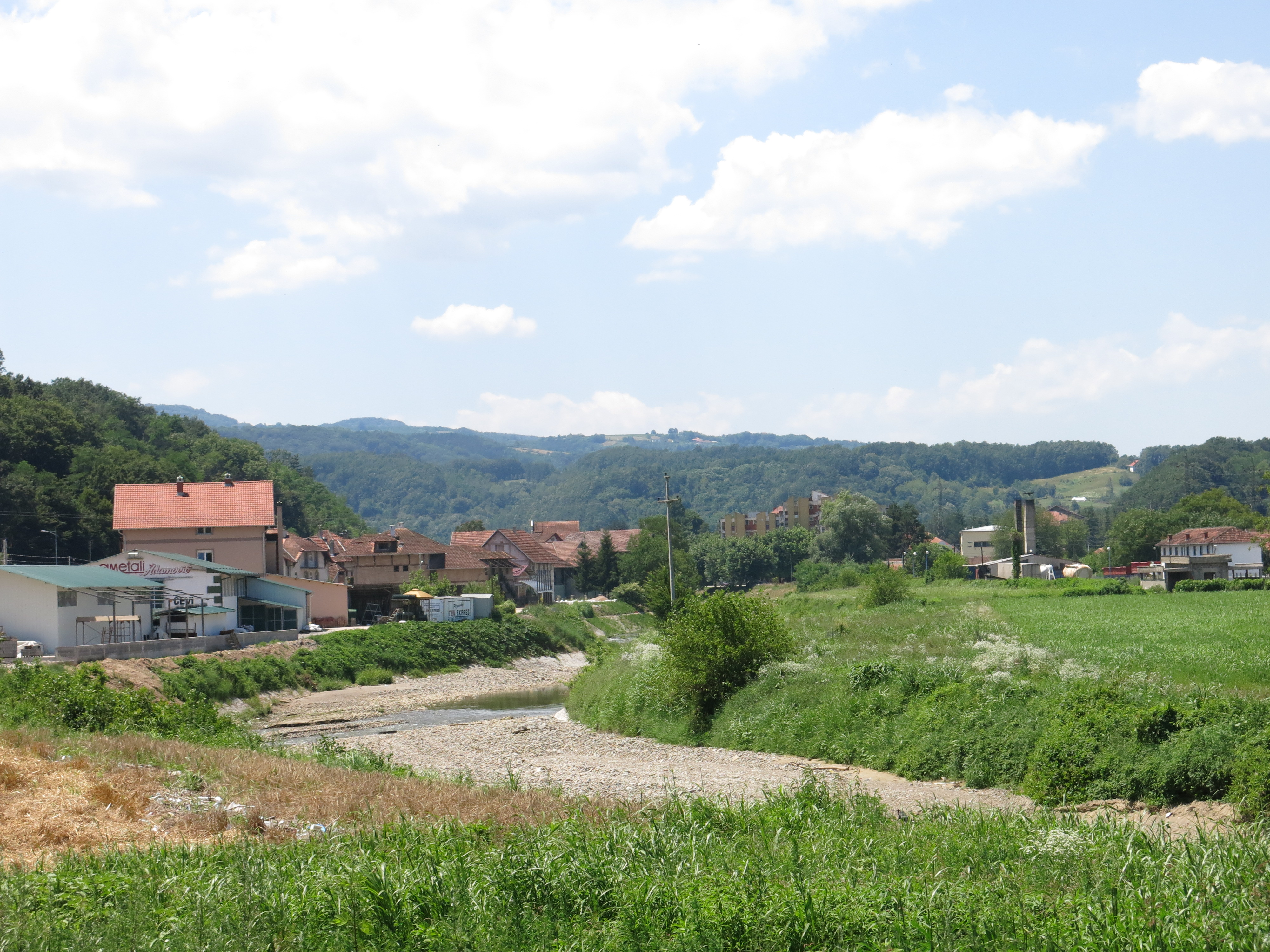
Řeka protékající sídlem stejnojmenného názvu

Ljig (v srbské cyrilici Љиг) je sídlo městského typu (srbsky gradsko naselje) v centrálním Srbsku, v údolí stejnojmenné řeky. V roce 2011 mělo 3 226 obyvatel.
Obec administrativně spadá do Kolubarského okruhu. Je centrem Opštiny Ljig.
Ljig sám vznikl jako sídlo na počátku 20. století poté, co byla vybudována železniční trať mezi Gornjim Milanovcem a Bělehradem. Osídlení se rozšiřovalo v okolí železniční stanice. V blízkosti obce se nicméně nachází také pravoslavný klášter Vavedenje, jehož vznik se datuje do 15. století.
Obcí prochází tzv. Ibarská magistrála, důležité silniční spojení Bělehradu s Černou Horou. Tato silnice bude nahrazena dálniční komunikací, která je v první polovině druhé dekády 21. století budována v úseku Ljig-Preljina.